# The Radio King

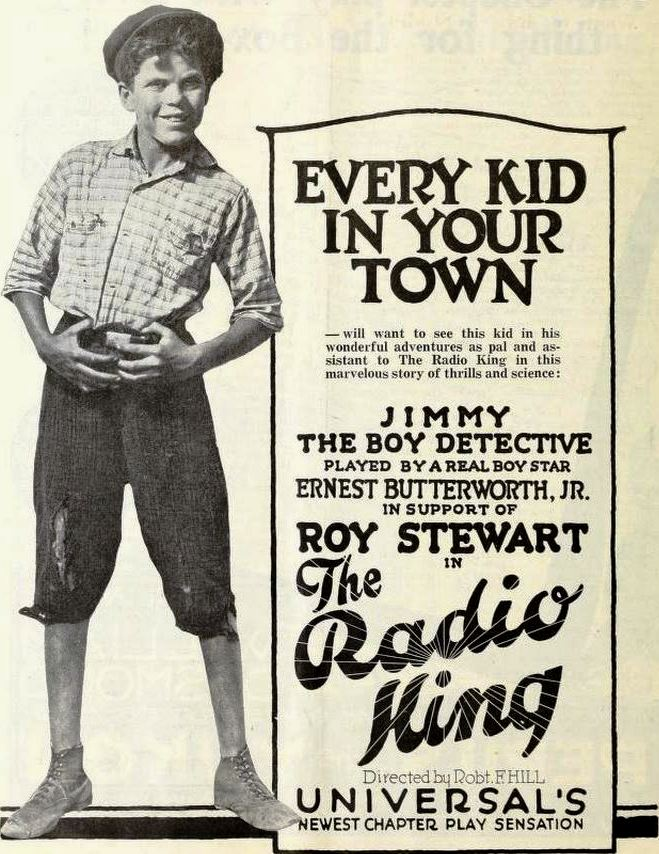
Anuncio de The Radio King con el actor infantil inglés Ernest Butterworth Jr. (1905-1986)

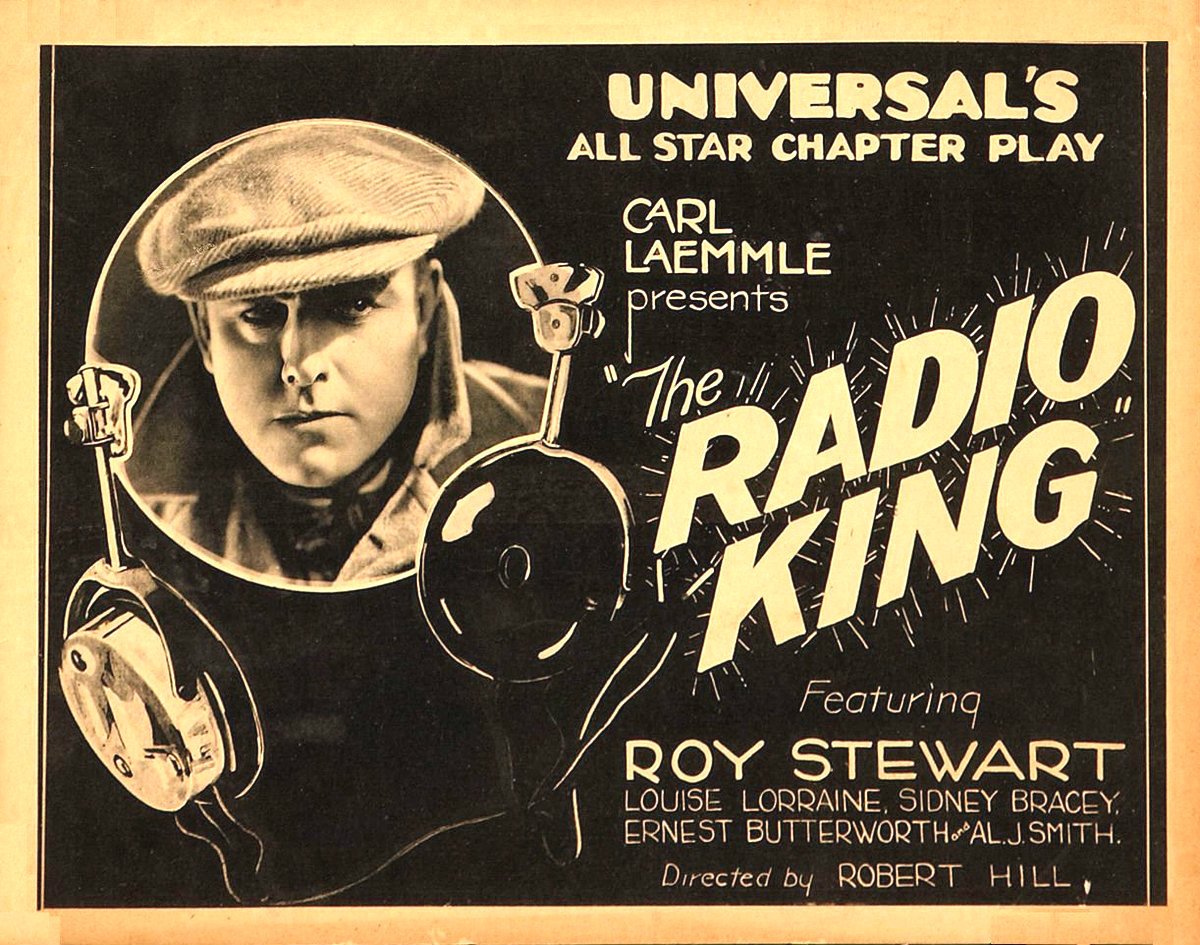
Afiche de la serie The Radio King.

The Radio King (en español: El rey de la radio) es una serie estadounidense de 10 capítulos de 1922, del género acción y ciencia ficción, dirigida por Robert F. Hill, protagonizada por Roy Stewart y Louise Lorraine, producida y distribuida por Universal Pictures, la cual se presentó en los cines de EE. UU. a partir del 30 de octubre de 1922.
Originalmente creada por George Bronson Howard como programa para Radio News en 1922, fue estrenada como serie para cine el mismo año.
Mickey Ashley y Robert A. Lowndes, en Gernsback Days: un estudio de la evolución de la ciencia ficción moderna de 1911 a 1936 (2004), sostienen que The Radio King es una auténtica serie de ciencia ficción.
Esta serie se considera perdida.

## Sinopsis
Bradley Lane es un detective «científico», alguien que utiliza la última tecnología para resolver delitos. Especialista en radio, utiliza micrófonos para escuchas telefónicas, algunos de ellos de su propia invención. Se enfrenta al científico loco Marnee, «El mago de los electrones», un agente soviético en silla de ruedas quien planea conquistar el mundo. Marnee tiene varias armas avanzadas a su disposición, incluida la «Master Wave», un emisor de ondas que puede «interrumpir la radio y la electricidad en todo el mundo», mientras que Lane cuenta con un androide.

## Elenco
- Roy Stewart - Bradley Lane
- Louise Lorraine - Ruth Leyden
- Sidney Bracey - Marnee
- Albert J. Smith - Renally (en los créditos Al Smith)
- Clark Comstock - John Leyden
- Ernest Butterworth Jr. - Jim Lawton
- Fontaine La Rue - Doria
- Slim Whitaker - Hombre misterioso
- Lew Meehan
- Marion Feducha (en los créditos Marion Faducha)
- Helen Broneau
- Joseph North
- D. Mitsoras (en los créditos D.J. Mitsoras)
- Laddie Earle
- Charles Force

## Capítulos
1. A Cry for Help (Un grito de auxilio)
2. The Secret of the Air (El secreto del aire)
3. A Battle of Wits (Una batalla de ingenio)
4. Warned by Radio (Advertido por Radio)
5. Ship of Doom (Barco de la perdición)
6. S.O.S.
7. Saved by Wireless (Salvado por la radio)
8. The Master Wave (La señal maestra)
9. The Trail of Vengeance (El rastro de la venganza)
10. Saved by Science (Salvado por la ciencia)